# Mycalesis safitza
Mycalesis safitza är en fjärilsart som beskrevs av John Obadiah Westwood 1850. Mycalesis safitza ingår i släktet Mycalesis och familjen praktfjärilar. Inga underarter finns listade i Catalogue of Life.

## Bildgalleri

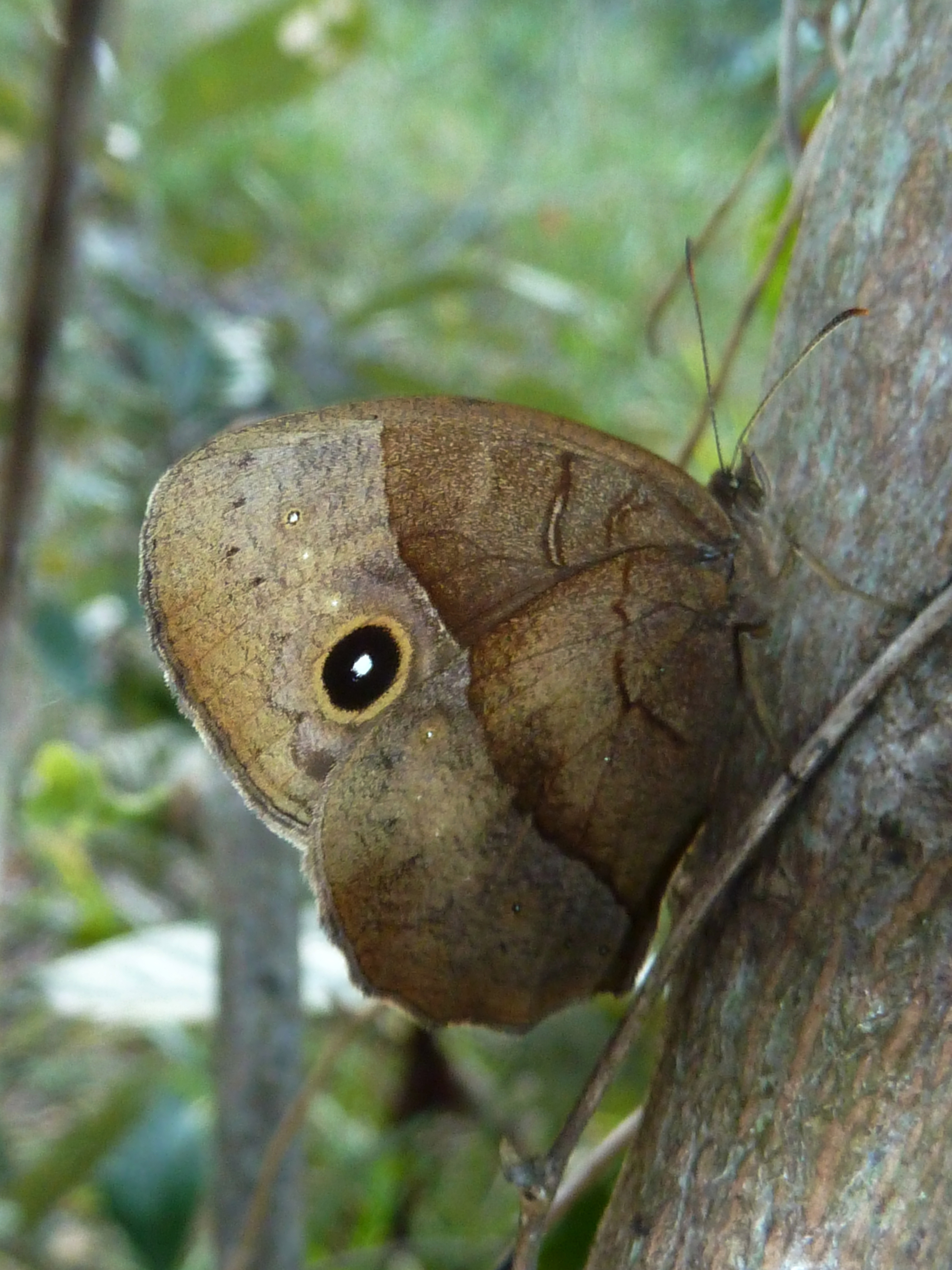